# Unterseeboot UB-105
Pour les autres navires du même nom, voir Unterseeboot 105.
L'Unterseeboot UB-105 est un sous-marin (U-Boot) allemand de type UB III utilisé par la Kaiserliche Marine pendant la Première Guerre mondiale. Il fut mis en service dans la marine impériale allemande le 14 janvier 1918.
L'UB-105 s’est rendu à la Grande-Bretagne le 16 janvier 1919 et il a été démantelé à Felixstowe en 1922.

## Conception
Comme tous les sous-marins de type UB III, l'UB-105 avait un déplacement de 510 tonnes en surface et de 629 tonnes en immersion. Ses moteurs lui permettaient de naviguer à 13,3 nœuds (24,6 km/h) en surface et à 7,4 nœuds (13,7 km/h) en immersion. Il avait un rayon d'action de 7420 milles de marins (13740 km) à sa vitesse de croisière. L'UB-105 transportait 10 torpilles et était armé d’un canon de pont de 8,8 cm. L’UB-105 avait un équipage pouvant compter jusqu’à 3 officiers et 31 hommes.

## Historique des services
L'UB-105 a été construit par Blohm & Voss de Hambourg. Après un peu moins d’un an de construction, il a été lancé à Hambourg le 7 juillet 1917. Il a été mis en service au début de l’année suivante sous le commandement du Kapitänleutnant Wilhelm Marschall.

## Affectations
- Flottille Mittelmeer I : du 8 mai au 11 novembre 1918

## Commandants
- Kapitänleutnant Wilhelm Marschall[4] : du 14 janvier au 9 septembre 1918
- Oberleutnant zur See Rudolf Petersen [5] : du 10 septembre au 30 novembre 1918

## Navires coulés
| Date              | Nom               | Nationalité      | Tonnage | Destin. |
| ----------------- | ----------------- | ---------------- | ------- | ------- |
| 23 avril 1918     | Restaurado        | Portugal         | 136     | Coulé   |
| 24 avril 1918     | Leonor            | Portugal         | 166     | Coulé   |
| 25 avril 1918     | HMS Cowslip       | Royal Navy       | 1290    | Coulé   |
| 29 avril 1918     | City of Pensacola | United States    | 705     | Coulé   |
| 29 avril 1918     | Kut Sang          | United Kingdom   | 4895    | Coulé   |
| 30 avril 1918     | Conway            | United Kingdom   | 4003    | Coulé   |
| 3 juin 1918       | Nora              | United Kingdom   | 3933    | Coulé   |
| 5 juin 1918       | HMS Snaefell      | Royal Navy       | 1368    | Coulé   |
| 6 juin 1918       | Archbank          | United Kingdom   | 3767    | Coulé   |
| 6 juin 1918       | Menzaleh          | United Kingdom   | 1859    | Coulé   |
| 9 juin 1918       | Clan Forbes       | United Kingdom   | 3946    | Coulé   |
| 9 juin 1918       | Pundit            | United Kingdom   | 5917    | Coulé   |
| 9 juin 1918       | Tewfikieh         | United Kingdom   | 2490    | Coulé   |
| 14 juillet 1918   | Branksome Hall    | United Kingdom   | 4262    | Coulé   |
| 14 juillet 1918   | Waitemata         | United Kingdom   | 5432    | Coulé   |
| 14 juillet 1918   | Djemnah           | France           | 3716    | Coulé   |
| 19 juillet 1918   | Eguskia           | Espagne          | 1181    | Coulé   |
| 18 septembre 1918 | Antonietta        | Royaume d'Italie | 93      | Coulé   |
| 20 septembre 1918 | Angelina Pasquale | Royaume d'Italie | 29      | Coulé   |
| 20 septembre 1918 | San Michele       | Royaume d'Italie | 24      | Coulé   |
| 21 septembre 1918 | Santo Fortunato   | Royaume d'Italie | 24      | Coulé   |
| 3 octobre 1918    | Ariel             | United Kingdom   | 3428    | Coulé   |
| 3 octobre 1918    | Saint Luc         | France           | 2456    | Coulé   |
| 7 octobre 1918    | Madeira           | Portugal         | 4792    | Coulé   |
| 7 octobre 1918    | Saint Barnabé     | France           | 5184    | Coulé   |
| 12 octobre 1918   | Tripoli II        | Royaume d'Italie | 958     | Coulé   |